# Франкентал (Палатинат)
Франкентал (њем. Frankenthal) град је у њемачкој савезној држави Рајна-Палатинат. Посједује регионалну шифру (AGS) 7311000.

## Географски и демографски подаци
Град се налази на надморској висини од 96 метара. Површина општине износи 43,8 km². У самом граду је, према процјени из 2010. године, живјело 46.948 становника. Просјечна густина становништва износи 1.073 становника/km².

## Међународна сарадња
| Мјесто | Држава    | Врста сарадње | Од    |
| ------ | --------- | ------------- | ----- |
| Пушкин | Русија    | контакт       | 2000. |
| Сопот  | Пољска    | партнерство   | 1991. |
| Коломб | Француска | партнерство   | 1958. |
| Извор  |           |               |       |